# Concilio de Braga (411)
El concilio de Braga celebrado en el año 411 fue una falsificación histórica formada a comienzos del siglo XVII y desmentida a mediados del XVIII.

## Contenido del concilio
Supuestamente se reunió en algún momento entre los años 408 y 411 en la iglesia de Santa María de la diócesis de Braga, convocado por el metropolitano Pancracio, y con la asistencia de los obispos Elipando de Coímbra, Pamerio de Egitania, Arisberto de Oporto, Deodato de Lugo, Gelasio de Mérida, Pontamio de Eminio, Tiburcio de Lamego, Agatio de Iria y Pedro de Numancia. 
En las actas del concilio, tras un preámbulo en el que Pancracio expone la inestable situación en que se encuentra la iglesia católica en el noroeste ibérico tras las invasiones de alanos, suevos y vándalos, los prelados hacen profesión de fe, y convienen en que cada uno de ellos ocultará las reliquias de los santos en su poder para que no caigan en manos de los bárbaros, haciendo especial mención en las de Pedro de Rates.

## Su supuesto hallazgo
Este concilio fue desconocido hasta que en el año 1605 el cisterciense Bernardo de Brito declaró haberlo hallado en dos libros manuscritos "de largos 400 años" encontrados en la biblioteca del monasterio de Alcobaza. Copiado por orden del arzobispo de Braga Agustín de Castro, fue incluido en el "Rerum memorabilium" para el archivo de la sede bracarense y publicado por vez primera por Brito en la "Monarchia Lusytana" en 1609 junto con tres epístolas del obispo Pontamio cuyo contenido confirmaba la celebración del concilio; fue de aquí de donde lo tomaron numerosos escritores de los siguientes cien años, quedando incluido en las principales recopilaciones conciliares formadas en el siglo XVII. 

## La refutación
Sin embargo no todos dieron credibilidad al hallazgo. El primero en poner en duda su autenticidad fue Gaspar Estaço en 1625, y a lo largo de los próximos años varios autores lo calificaron de dudoso o apócrifo. 
Ilustrativa fue la controversia que sobre su autenticidad o falsedad sostuvieron en 1723 en la Real Academia de la Historia Portuguesa 
y rotunda la disertación que Enrique Flórez incluyó en la España sagrada de 1759.
La refutación del concilio estaba basada principalmente en los numerosos anacronismos existentes en su texto, que hacían inverosímil que hubiera sido redactado en la fecha que se le suponía: 
en él se le daba a Pancracio el título de arzobispo, que no empezó a usarse en Occidente hasta varios siglos más tarde; 
se omitía la fecha, contra la costumbre y la ley de la época; 
se incluía la fórmula "in Dei nomine", que fue introducida en el tiempo de los visigodos; 
se nombraba a Braga como prima sedis, aunque no lo fue hasta después de la entrada de los suevos; 
se ponía a Coímbra, Egitania, Eminio y Lamego como sus sufragáneas, cuando debían serlo de Mérida por hallarse al sur del Duero en Lusitania y no en Gallaecia; 
se confundían las sedes históricas con las modernas, nombrando Porto a la que en el s. V se llamaba Magneto, poniendo a Eminio como diócesis cuando solo era parroquia de Coímbra, e incluyendo a Numancia (Zamora), que no fue obispado hasta el s. X; 
se condenaba la doctrina del arrianismo, que todavía no se había extendido por la península, pero no la del priscilianismo, que había sido el tema central del I Concilio de Toledo del año 400, ni la del origenismo, que se extendía peligrosamente. 
Los nombres de los obispos, algunos de ellos de raíz germánica, no constaban en la copia que los notarios certificaron como sacada del original, y ésta discordaba en varios puntos con lo que Brito había publicado como "traslado fiel". 
Los códices originales de donde Brito dijo haber extraído las actas no pudieron ser estudiados: en la controversia de 1723 fueron buscados, pero no aparecieron. 
Igualmente sospechoso era el silencio que sobre este supuesto concilio se había mantenido durante casi 1200 años: no se le mencionaba en las crónicas de Hidacio ni de Paulo Orosio, ni en los códices isidorianos que numeraron como primer y segundo concilios de Braga a los celebrados en los años 561 y 572, ni en las epístolas de Martín de Braga y Nitigisio de Lugo, que dieron título de primero al de 561, demostrando así que el concilio del año 411 había sido desconocido por las autoridades eclesiásticas de los 300 años inmediatamente siguientes a su celebración. Tampoco se habló de él en el disputado pleito que las diócesis de Braga y Santiago sostuvieron a principios del siglo XIII por la posesión de algunas sedes, ni se recogió en la recopilación de concilios que García de Loaysa redactó a finales del siglo XVI. 
Modernamente se acepta que dicho concilio no fue más que una falsificación, probablemente destinada a exaltar la primacía de la sede bracarense, aunque se desconoce si fue Bernardo de Brito quien la formó a principios del siglo XVII, o si solo la propaló dando crédito a una impostura de mediados del XVI. No fue un caso aislado, pues por las mismas fechas de su publicación se escribieron numerosos falsos cronicones que inventaban santos, mártires, obispos y concilios nunca antes conocidos, «engañados de una falsa piedad de que cedían en gloria de los santos, honra de las iglesias y lustre de la patria».